# Jind (ciutat)
Jind (hindú जींद, panjabi ਜੀਂਦ) és una ciutat de l'estat d'Haryana, capital del districte de Jind. Fou capital del principat phulkià de Jind. La ciutat va créixer entorn del temple de Jaintapuri (Llar de Jainta Devi), fundat pels pandaves, donant origen a Jind i Jhind. La ciutat està situada a les terres sagrades anomenades de Kurukshetra. Segons el cens de 2001 la població era de 136.089 habitants. La població el 1881 era de 7.136 habitants i el 1901 de 8.047